# Ārsūn
Ārsūn (persiska: اَرسون, اَرسُون, آرسون, Arsūn) är en ort i Iran.   Den ligger i provinsen Ardabil, i den nordvästra delen av landet, 300 km nordväst om huvudstaden Teheran. Ārsūn ligger 1 793 meter över havet och antalet invånare är 123.
Terrängen runt Ārsūn är kuperad, och sluttar västerut. Runt Ārsūn är det ganska glesbefolkat, med 38 invånare per kvadratkilometer. Närmaste större samhälle är Khalkhāl, 16,1 km nordost om Ārsūn. Trakten runt Ārsūn består i huvudsak av gräsmarker.